# ري تاكادا
ري تاكادا (باليابانية: 高田りえ؛ بالكانا: たかだ りえ) هي مانغاكا يابانية، ولدت في عقد 1970 في هوكايدو في اليابان.

## روابط خارجية
- ري تاكادا على موقع ANN person (الإنجليزية)